# Редел (Луизијана)
Редел (енгл. Reddell) насељено је место без административног статуса у америчкој савезној држави Луизијана.

## Демографија
По попису из 2010. године број становника је 733.
| Група             | 2000.    | 2010.       |
| Белци             | 0 (0,0%) | 553 (75,4%) |
| Афроамериканци    | 0 (0,0%) | 158 (21,6%) |
| Азијати           | 0 (0,0%) | 2 (0,3%)    |
| Хиспаноамериканци | 0 (0,0%) | 4 (0,5%)    |
| Укупно            | 0        | 733         |